# Wiktor Ross
Wiktor Ross (ur. 1949 w Moskwie) – polski politolog, rosjoznawca, dyplomata, ambasador RP w Mołdawii (1994–2000) i Armenii (2003–2004).

## Życiorys
W 1971 ukończył studia w Instytucie Nauk Politycznych Uniwersytetu Warszawskiego, a w 1980 uzyskał stopień doktora w zakresie nauk politycznych.
W 1972 podjął pracę w Szkole Głównej Planowania i Statystyki. Był kolejno asystentem, starszym asystentem i adiunktem. Specjalizował się w problematyce myśli politycznej oraz historii Rosji i ZSRR. Działał w uczelnianych strukturach PZPR i jednocześnie w „Solidarności”. Po wprowadzeniu stanu wojennego pozbawiono go możliwości pracy dydaktycznej, odszedł także wówczas z partii.
Od 1991 pracuje w dyplomacji. Przez trzy lata pełnił funkcję radcy-ministra i kierownika wydziału politycznego w polskiej ambasadzie w Moskwie. W latach 1994–2000 kierował ambasadą RP w Kiszyniowie (od 1998 był dziekanem korpusu dyplomatycznego w Mołdawii). Po powrocie do Polski był radcą (2000) oraz wicedyrektorem (2001) w Departamencie Strategii i Planowania Polityki Zagranicznej MSZ, a następnie radcą i radcą-ministrem w Departamencie Europy. Zajmował się problematyką Wspólnoty Niepodległych Państw. Od 2003 do 2004 pełnił funkcję ambasadora w Armenii, a w latach 2005–2006 był chargé d'affaires ambasady RP w Moskwie.
Obecnie jest pracownikiem Katedry Studiów Politycznych Szkoły Głównej Handlowej oraz Studium Europy Wschodniej Uniwersytetu Warszawskiego. Prowadzi wykłady m.in. z nauki o państwie oraz prawa dyplomatycznego i konsularnego w Collegium Civitas w Warszawie. Zajmuje się historią doktryn politycznych, historią i teorią dyplomacji, stosunkami międzynarodowymi, Rosją i państwami WNP oraz polską polityką wschodnią. Jest autorem wielu publikacji.
Odznaczony mołdawskim Medalem Za Zasługi Cywilne (2000).